# Domokos (gmina)
Domokos (gr. Δήμος Δομοκού, Dimos Domoku) – gmina w Grecji, w administracji zdecentralizowanej Tesalia-Grecja Środkowa, w regionie Grecja Środkowa, w jednostce regionalnej Ftiotyda. W 2011 roku liczyła 11 495 mieszkańców. Powstała 1 stycznia 2011 roku w wyniku połączenia dotychczasowych gmin: Domokos, Tesaliotida i Ksiniados. Siedzibą gminy jest Domokos.